# Subhash Singh
Subhash Singh (* 2. Februar 1990 in Manipur) ist ein indischer Fußballspieler.

## Kindheit und Jugend
Singh stammt aus einer Fußballer-Familie und begann mit dem Fußballspielen bereits im sehr frühen Alter. Schnell fiel er durch seine Schnelligkeit und seine Fähigkeiten am Ball auf. Als sein Cousin Samson Singh zu Air India FC ging, entschied sich auch Subhash, seine Fußballkarriere weiter zu verfolgen, was seine Eltern sehr erfreute. Im Alter von 15 Jahren ging er dann zu Sports Authority of India, einer Mannschaft in Manipur, 2005 wechselte er zu ESU Manipur. Dort fiel seinem Cousin Samson sein Talent auf, er holte ihn zu einem Probetraining zu Air India FC, wo Subhash überzeugen konnte und einen Profivertrag erhielt.

## Karriere
Seine Profikarriere begann Singh 2007 bei Air India FC, wo er durch seine Tore überzeugen konnte, weswegen er 2009 vom East Bengal Club verpflichtet wurde. 2010 wechselte er zu Pune FC und konnte auch hier wieder von sich überzeugen. Seine guten Leistungen brachten ihm die Young Player of the Year 2011-12-Auszeichnung. Im Juni 2013 unterschrieb er bei Shillong Lajong FC und gab sein Debüt am 22. September 2013 gegen Dempo SC, er wurde in der 73. Minute eingewechselt. Shillong gewann das Spiel mit 3:0. 2014 wurde er von Mumbai City FC verpflichtet. Nachdem er an Mohun Bagan verliehen worden war, wechselte Singh 2016 zu NEROCA FC, wo er drei Spielzeiten blieb. Während seiner anschließenden Zeit bei Real Kashmir wurde er wieder an seinen alten Verein zurückverliehen. Dort spielte er 2021 erneut, nach einer Saison beim Mohammedan SC. Seit August 2021 ist er für Bengaluru United aktiv.
Mit NEROCA und Mohammedan FC wurde er 2017 resp. 2020 Zweitligameister.